# Seznam majáků na oregonském pobřeží
Toto je kompletní seznam majáků na oregonském pobřeží.
| Název              | Nejbližší město      | Výška | Poznámka                                                                |
| ------------------ | -------------------- | ----- | ----------------------------------------------------------------------- |
| Cape Arago         | Coos Bay             | 13 m  |                                                                         |
| Cape Blanco        | Port Orford          | 18 m  | nejstarší maják s nepřetržitým provozem v Oregonu                       |
| Cape Meares        | Tillamook/Oceanside  | 12 m  |                                                                         |
| Cleft of the Rock  | Yachats              | 10 m  | soukromý                                                                |
| Coquille River     | Bandon               | 12 m  |                                                                         |
| Heceta Head        | Florence             | 17 m  |                                                                         |
| Lightship Columbia | Astoria              |       | loď                                                                     |
| Point Adams        | Astoria              | 15 m  | zbourán                                                                 |
| Port of Brookings  | Brookings            | 11 m  | soukromý, také známý jako Pelican Bay Light, nejnovější maják v Oregonu |
| Tillamook Rock     | Seaside/Cannon Beach | 19 m  |                                                                         |
| Umpqua River       | Winchester Bay       | 19 m  | nejstarší maják v Oregonu                                               |
| Yaquina Bay        | Newport              | 16 m  |                                                                         |
| Yaquina Head       | Newport              | 28 m  | nejvyšší maják v Oregonu                                                |